# Julien Fruneau
Julien Fruneau, dit Julien Dupetit, né en 1827 à Puceul et mort en 1892 dans le 12e arrondissement de Paris, est une personnalité de la Commune de Paris.
Charpentier du 12e arrondissement, il représente son corps de métier au quatrième congrès de l'Association internationale des travailleurs en 1869. Il est signataire de l'Affiche rouge du 6 janvier 1871 et éphémère élu de la Commune en mars 1871. Il demeure membre de la commission municipale de son arrondissement.
Réfugié à Genève après la chute de l'insurrection, il est condamné à la déportation par contumace en 1873, avant d'être gracié en 1879. Il retourne vivre dans le 12e arrondissement.